# Occigamasus
Occigamasus este un gen de acarieni care aparține familiei Parasitidae. Genul a fost descris pentru prima dată în 2019 de Ilinca Juvara-Balș.

## Specii
Sunt recunoscute două specii care aparțin acestui gen:
- Occigamasus lindquisti
- Occigamasus makarovae